# 寶安縣
寶安縣是中國廣東省一個已撤銷的縣。东晋时设置，唐朝废。明朝时，以故地置新安縣，屬廣州府。民国初年，复称宝安县，後屬惠陽專區管轄。1979年，該縣撤銷改置深圳市，其後在1982年至1992年曾恢復建制。清廷割讓香港前，宝安县和新安县轄地包括現在的香港特別行政区全境、深圳市大部分地區等，故此香港原居民及深圳原居民均將籍貫列作「廣東寶安」或者「寶安」。

## 沿革

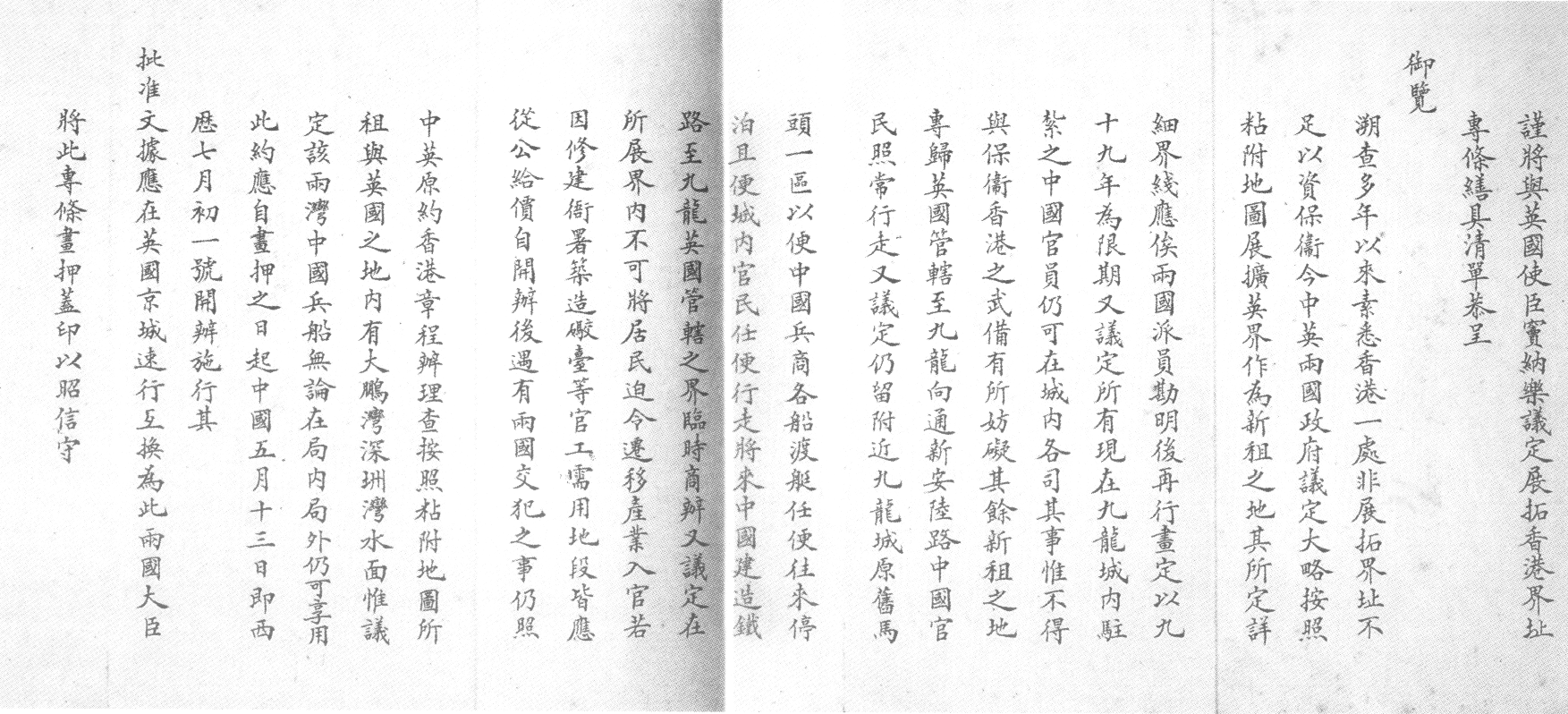
1898年《展拓香港界址專條》內文有「至九龍向通新安陸路，中國官民照常行走」

### 先秦至元朝
秦至東晉初年，寶安縣屬南海郡番禺縣，寶安縣於東晉咸和六年（331年）正式建縣，晉成帝分南海郡地僑置東官郡，轄寶安縣等六县，東官郡与寶安縣治所均设在南頭城。隋朝時改為南海郡轄。唐朝至德二年（757年），廢寶安縣，改名東莞縣，屬廣州。

### 明朝
明朝隆庆六年（1572年），南头乡绅吴怍代表居民向广东海道副使刘稳陈请要求复县，县名“新安”，取“革故鼎新去危为安”。萬曆元年（1573年），東莞縣的南部分（七都～十三都）拆出新安縣，居民7608户，33971人。下属乡名不变。

#### 万历年间的行政区划
全县分为三乡（归城乡、恩德乡、延福乡）七都，县衙驻原“东莞守御千户所”（今南头古城）。
其中恩德乡辖1～3都及5都（约今深圳市宝安区除石岩外剩余区域、南山区，香港除大埔区、北区外其他地区）
归城乡辖六都和七都（约今深圳市罗湖区、福田区、龙华区、盐田区、大鹏新区、龙岗区布吉、平湖，东莞市塘厦镇、凤岗镇、清溪镇，香港的北区、大埔区、沙田区北部、西贡区西北角）
延福乡辖四都（今光明区大部分、宝安区石岩街道）
上述行政区划延续到清朝中期改制。

### 清朝
清朝康熙年间，为对抗台湾的明郑政权，将东南沿海居民内迁50里，再迁30里。迁海导致新安县人口仅剩下2千余人。1666－1669年间并入东莞县3年之久。康熙七年，广东巡抚王来任上书迁界之害。康熙八年（1669年），清廷下令复界、复立新安县。由于人口流失严重，新安县政府大力招垦，吸引嘉应州（梅州市）、惠州、潮州等地客家人入籍新安县。

#### 鸦片战争之后的南北分治

香港成為英國殖民地過程

1839年，清廷和英國之間的貿易磨擦終導致第一次鴉片戰爭的爆發。1841年，清廷被英國打敗，英國皇家海軍、駐華商務總監查理·義律與清廷大臣琦善談判後簽訂《穿鼻草約》，將香港島割讓予英國。同年1月26日海軍軍官愛德華·卑路乍乘HMS硫磺號登陸今上環水坑口街一帶，並佔領香港島，義律出任香港的行政官。翌日，英軍在島上升起英國國旗。
道光二十二年（1842年），清政府與英國簽訂《南京條約》，新安縣的紅香爐島（香港島）遭割讓予英國。咸豐十年（1860年），清廷根據北京條約，割讓本縣九龍半島界限街以南及昂船洲予英國。自香港開埠57年後，即光緒二十四年（1898年），清廷根據展拓香港界址專條，大幅度租借新安縣深圳河以南土地和大嶼山等島嶼，唯當時未有把同屬新安縣深圳河以南的萬山群島納入租借範圍內，使之行政區劃與新安縣大陸部份分隔開來。除此之外，九龍寨城在大清外交官員據理力爭下，仍歸清廷駐軍管轄，使之成為位處英國殖民地的大清外飛地。
1899年4月14日，英國接管新界時，原居民發起抵抗戰爭——新界六日戰，於4月19日才正式接管新界。由於英國政府認為戰爭是由新安縣官員策劃，因此在5月16日派兵入侵寨城，將寨城內的清廷官員趕走，並一度佔領深圳墟。新安縣在59年間（1841年至1899年）失去了合共約一半的土地。

### 民國时期
民國三年（1914年），中華民國大總統袁世凱在全國省市名稱統查後，為避免與河南省新安縣同名，恢復使用古名——寶安縣。抗日戰爭期間，县境为日本占據，縣治曾經遷移至東莞縣石馬鎮。抗日战争时期，廣九鐵路路西至珠江沿岸，以及深圳河、大鹏湾沿岸是中共领导的东江纵队的活动区。1946年6月30日，东江纵队主力在鲨鱼涌登船北撤山东解放区后，留下分散隐蔽的人员在中共（广九铁路）路东县委书记蓝造领导下繼續活動。1947年春成立中共江南工委，创立惠（阳）东（莞）宝（安）人民护乡团，团长兼政治委员蓝造，以坪山、大鹏湾沿岸为游击根据地。1948年4月惠（阳）东（莞）宝（安）人民护乡团改变为广东人民解放军粤赣湘边纵队江南支队。1949年1月改称中国人民解放军粤赣湘边纵队东江第一支队，1949年10月19日，东江第一支队進入南頭，中國共產黨正式接管寶安縣。

#### 1946年时行政区划
1946年，宝安县将原37个乡、3个镇缩编为2个镇20个乡。
一区辖南头镇（包含原十约镇、九街镇、南园乡、南厦乡）、沙河乡、西乡乡（包含原西乡乡、上川乡、八合乡）、固戍乡（包含原固戍乡、黄田乡、西乡的井湾村）、凤凰乡（包含原德星桥、凤石乡、雍睦乡的灶下村）、沙井乡（含原沙井乡、塘涌蓢乡、新桥乡的东山和塘下）、新桥乡、松冈乡（含原一、二、三乡）、公明乡（含原四、五、六乡）和雍睦乡
二区辖深圳镇（含原深圳镇、靖安乡、雍和乡）、沙头乡（含原福民乡、五合乡、亲睦乡）、布吉乡（含原布吉乡、保和乡）、平湖乡、观澜乡、龙华乡、石岩乡（即原乌石岩乡）
三区辖东和乡、南平乡、王母乡、大鹏乡（即原鹏一乡）和葵沙乡（含原葵华乡、沙溪乡）。（约为今日的大鹏新区+盐田区）
1947年，宝安县增设莲城、南屏、万山3乡。

### 中华人民共和国时期
1950年4月，中国人民解放军第四十四军第130师第390团发动内伶仃岛之战，中華民國國軍敗戰，最终中國人民解放军佔領了內伶仃島，再於同年5月發動萬山群島戰役，至8月佔領了整個萬山群島。至此，中华人民共和国政府控制宝安县全境，宝安县城南门校场北侧建有“解放内伶仃岛纪念碑”。此后，宝安县历属珠江专区、粤中行政区、惠阳专区、佛山专区、惠阳地区。
1953年，縣人民政府考慮到深圳墟連接廣九鐵路，交通便利，將寶安縣城從南頭搬到深圳墟；同年4月7日，萬山群島被劃出寶安縣，改由珠海縣管轄。1958年，惠阳县的龙岗、横岗、坪山、大鹏、葵沙、南平等乡划入宝安县。
1979年，寶安縣進行撤縣設市，升格為深圳市，並配合改革開放政策設置深圳經濟特區，同時將原本的寶安縣西北面的一處改為深圳市轄屬的寶安區。1981年，中國國務院決定恢復寶安縣建制，轄深圳市轄區中深圳經濟特區以外的部分。1982年12月，中國國務院正式批准恢復寶安縣建制，隸屬深圳市。1992年11月11日，中國國務院再次批准撤銷寶安縣，分設隸屬於深圳市的寶安、龍崗兩區，寶安區於1993年元旦掛牌辦公。

### 英文名稱
新安縣的英文名稱曾經使用粵拼Sun On及San On等，中華民國易名寶安縣後改為Po On，中國共產黨接管寶安縣後改為其普通话拼音Bao'an。

## 社會

### 墟市
根據清嘉慶廿四年（1820年）的《新安縣志》記載 ，當時已存在或當時被廢的新安縣墟市。墟市遍布於當時的新安縣各地，包括今天的深圳和香港境內。
| 墟市名稱       | 現時位置                                       | 參考／備註                                                                              |
| -------------- | ---------------------------------------------- | --------------------------------------------------------------------------------------- |
| 城內四牌樓市   | 中国廣東省深圳市南山區南頭街道                 | ／                                                                                      |
| 南頭舊市       | 中国廣東省深圳市南山區南頭街道                 | ／                                                                                      |
| 南頭中市       | 中国廣東省深圳市南山區南頭街道                 | ／                                                                                      |
| 南頭新市       | 中国廣東省深圳市南山區南頭街道                 | ／                                                                                      |
| 西鄉大廟前市   | 中国廣東省深圳市宝安區西鄉街道                 | ／                                                                                      |
| 茅洲新市       | 中国廣東省深圳市寶安區松崗街道                 | ／                                                                                      |
| 茅洲舊市       | 中国廣東省深圳市寶安區松崗街道                 | ／                                                                                      |
| 白龍岡墟       | 中国廣東省深圳市寶安區松崗街道                 | 今「白龍岡」名叫白龍崗。 據《新安縣志》記載，本墟是當時新增的。                         |
| 碧頭墟         | 中国廣東省深圳市寶安區松崗街道                 | ／                                                                                      |
| 黃松岡墟       | 中国廣東省深圳市寶安區松崗街道                 | 今「黃松岡」名叫松崗。                                                                  |
| 和平墟         | 中国廣東省深圳市寶安區福海街道                 | ／                                                                                      |
| 橋頭墟         | 中国廣東省深圳市寶安區福海街道                 | 據《新安縣志》記載，本墟是當時新增的。                                                  |
| 福水墟         | 中国廣東省深圳市寶安區福海街道                 | ／                                                                                      |
| 白灰洛         | 中国廣東省深圳市龍崗區龍城街道                 | 今「白灰洛」名叫白灰圍。 據《新安縣志》記載，本墟於當時已被廢。                         |
| 周家村墟       | 中国廣東省深圳市光明區公明街道                 | 據《新安縣志》記載，本墟於當時已被廢。                                                  |
| 蛋家蓢墟       | 中国廣東省深圳市寶安區沙井街道                 | 今「蛋家蓢」名叫「萬豐社區（村）」。 據《新安縣志》記載，本墟於當時已被廢。             |
| 沙井墟         | 中国廣東省深圳市寶安區沙井街道                 | 據《新安縣志》記載，本墟是當時新增的。                                                  |
| 清平墟         | 中国廣東省深圳市寶安區沙井街道                 | 據《新安縣志》記載，本墟是當時新增的，並註明：「在新橋村側」。                          |
| 新墟           | 中国廣東省深圳市寶安區沙井街道                 | 據《新安縣志》記載，本墟是當時新增的，並註明：「在沙井村內」。                          |
| 雲林墟         | 中国廣東省深圳市寶安區沙井街道                 | ／                                                                                      |
| 昇平墟         | 香港新界北區坪輋                               | 據《新安縣志》記載，本墟是當時新增的。                                                  |
| 望牛墩墟       | （待考）                                       | 今東莞市境內有同名鎮街，與該墟市關係有待考證。                                          |
| 下步墟         | 中国廣東省深圳市福田區南園街道                 | 據《新安縣志》記載，本墟於當時已被廢。                                                  |
| 月岡屯墟       | 中国廣東省深圳市羅湖區南湖街道                 | 今「月岡屯」名叫「蔡屋圍」。                                                            |
| 圓朗墟         | 香港新界元朗區元朗市中心                       | 今「圓朗」名叫「元朗」。 據《新安縣志》引述舊《新安縣志》記載，本墟曾稱作「大橋墩墟」。 |
| 深圳墟         | 中国廣東省深圳市羅湖區東門街道                 | ／                                                                                      |
| 石湖墟         | 香港新界北區上水                               | 據《新安縣志》引述舊《新安縣志》記載：「舊誌天崗，今移石湖」。                          |
| 大步墟         | 香港新界大埔區大埔                             | 今「大步」名叫「大埔」。                                                                |
| 清湖墟         | 中国廣東省深圳市龍華區龍華街道                 | ／                                                                                      |
| 平湖墟         | 中国廣東省深圳市龍崗區平湖街道                 | ／                                                                                      |
| 永豐墟         | （待考）                                       | ／                                                                                      |
| 塘頭下新墟     | 中国廣東省深圳市寶安區石岩街道                 | 今「塘頭下」名叫「塘頭」。                                                              |
| 烏石巖墟       | 中国廣東省深圳市寶安區石岩街道                 | 今「烏石巖」名叫「石岩」 。                                                             |
| 葵涌墟         | 中国廣東省深圳市大鵬新區（原屬龍崗區）葵涌街道 | ／                                                                                      |
| 王母墟         | 中国廣東省深圳市大鵬新區（原屬龍崗區）大鵬街道 | 據《新安縣志》記載，本墟是當時新增的。                                                  |
| 大鵬城西門街市 | 中国廣東省深圳市大鵬新區（原屬龍崗區）大鵬街道 | 據《新安縣志》記載，本墟是當時新增的。                                                  |
| 碧洲墟         | 中国廣東省深圳市大鵬新區南澳街道               | 據《新安縣志》記載，本墟是當時新增的。                                                  |
| 鹽田墟         | 中国廣東省深圳市鹽田區鹽田街道                 | ／                                                                                      |
| 清溪墟         | （待考）                                       | 今東莞市境內有同名鎮街，與該墟市關係有待考證。                                          |
| 長洲墟         | 香港新界離島區長洲島                           | 據《新安縣志》記載，本墟是當時新增的。                                                  |

注：上表中，「當時（或等同意思）」是指編寫清嘉慶廿四年版《新安縣志》之時，即約（1820年）；「今（或等同意思）」指現在。
註有「待考」者，則未知今所屬地。若有能人義士知曉，煩請添加。

### 語言
由於新安縣（寶安縣）主要由本地圍頭及客家這兩個族羣組成，故此，圍頭話（屬寶安話）及客家話（屬新惠片）都是本縣居民（即現代的深圳原居民及香港原居民）的語言。另外，在今天的香港元朗，有些原居民是講平婆話（屬客家話）的。
除了本地圍頭人及客家人，本縣還有講水上話（主要係本縣的蜑家人）、福佬／學佬／鶴佬話（主要係本縣的福佬／學佬／鶴佬人）、汀角話（即大鵬話）和東平洲話的居民。

## 地理
寶安坐落廣州東南，處珠江口以東，歷史上曾爲軍事要塞。唐安史之亂後，設屯門軍鎮於本縣，駐軍二千人。

### 山峰
原新安縣（寶安縣）之西有屯門山；東南有官富山；西南有爛頭山。縣城東南有大帽山；縣東八十里有馬鞍山；縣南紅香爐山，縣北有羊台山。縣東 30公里有梧桐山；80公里大鵬山。

### 水文
原新安縣之東、西、南三面濱海。縣西零丁洋；縣南南海；縣東大鵬灣。又南，頭沱濘、東南有佛堂門爲重要海事要塞，急水門水急，榕樹灣處大溪山東南：南頭寨與屯門、元塱有後海灣相隔。
河流方面，西北有永平河，源頭接東莞九江水，向東南方向到碧頭汛入海。